# Garve
Garve (Schots-Gaelisch: Gairbh) is een dorp in de Schotse lieutenancy Ross and Cromarty in het raadsgebied Highland.
Garve wordt bediend door een spoorwegstation op de Kyle of Lochalsh Line.